# Sitowo (gmina)
Sitowo (bułg. Община Ситово) – gmina w północno-wschodniej Bułgarii, w obwodzie Silistra. W 2010 roku zamieszkiwało ją 5738 osób.

## Miejscowości
Miejscowości wchodzące w skład gminy Sitowo:
- Bosna (bułg.: Босна),
- Dobrotica (bułg.: Добротица),
- Garwan (bułg.: Гарван),
- Irnik (bułg.: Ирник),
- Iskra (bułg.: Искра),
- Jastrebna (bułg.: Ястребна),
- Ljuben (bułg.: Любен),
- Nowa Popina (bułg.: Нова Попина),
- Poljana (bułg.: Поляна),
- Popina (bułg.: Попина),
- Sitowo (bułg.: Ситово) – siedziba gminy,
- Słatina (bułg.: Слатина).